# Windu
Windu is een bestuurslaag in het regentschap Lamongan van de provincie Oost-Java, Indonesië. Windu telt 1314 inwoners (volkstelling 2010).